# Scarlett Pomers

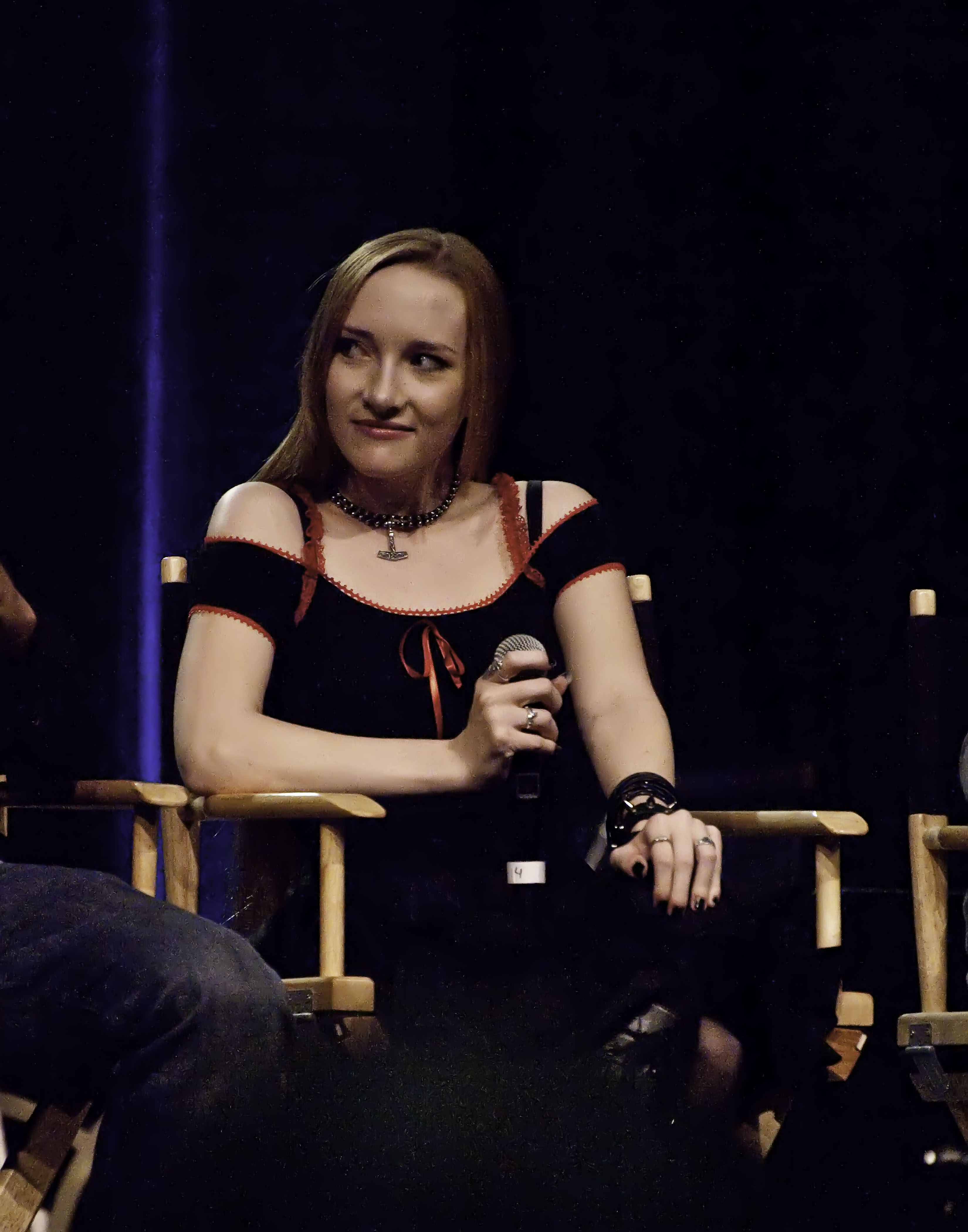
Scarlett Pomers (2010)

Scarlett Noel Pomers (* 28. November 1988 in Riverside, Kalifornien) ist eine US-amerikanische Schauspielerin und Sängerin.

## Karriere
Im Alter von drei Jahren begann Pomers ihre Schauspielkarriere in Michael Jacksons Musikvideo zu Heal the World, mit sieben Jahren hatte sie ihre ersten Gastauftritte in US-amerikanischen Fernsehserien. Bekannt wurde sie durch ihre Rolle als Naomi Wildman in Star Trek: Raumschiff Voyager, von 2001 bis 2007 spielte sie in der Fernsehserie Reba die Tochter Kyra.

## Filmografie (Auswahl)
- 1995: Eine starke Familie (Step by Step, Fernsehserie, 1 Folge)
- 1995: Unter Anklage – Der Fall McMartin (Indictment: The McMartin Trial, Fernsehfilm)
- 1995: Angriff der Schnullerbrigade (The Baby–Sitters Club)
- 1995: Was ist los mit Alex Mack? (The Secret World of Alex Mack, Fernsehserie, 1 Folge)
- 1996: Ein Hauch von Himmel (Touched by an Angel, Fernsehserie, 1 Folge)
- 1997: The Jeff Foxworthy Show (Fernsehserie, 1 Folge)
- 1998: Slappy und die Rasselbande (Slappy And The Stinkers)
- 1998: Martial Law – Der Karate-Cop (Martial Law, Fernsehserie, 1 Folge)
- 1998: Mein großer Freund Joe
- 1998–2001: Star Trek: Raumschiff Voyager (Star Trek: Voyager, Fernsehserie, 16 Folgen)
- 1999: Die Windelgang (Baby Geniuses, nur Stimme)
- 1999: Happy, Texas
- 1999: Seven Days – Das Tor zur Zeit (Seven Days, Fernsehserie, 1 Folge)
- 1999: Chicken Soup for the Soul (Fernsehserie, 1 Folge)
- 1999: Diagnose: Mord (Diagnosis Murder, Fernsehserie, 1 Folge)
- 1999: Children of a Laughing God (Kurzfilm)
- 2000: Erin Brockovich
- 2000: The Wonderful World of Disney (Fernsehserie, 1 Folge)
- 2000: Providence (Fernsehserie, 1 Folge)
- 2000: Hang Time (Fernsehserie, 1 Folge)
- 2001: Für alle Fälle Amy (Judging Amy, Fernsehserie, 1 Folge)
- 2001: That’s Life (Fernsehserie, 3 Folgen)
- 2001: All About Us (Fernsehserie)
- 2001–2007: Reba (Fernsehserie, 102 Folgen)
- 2002: Die Stimme des Meeres (A Ring of Endless Light, Fernsehfilm)
- 2008: The Kentucky Fried Horror Show